# Anton Pusinelli

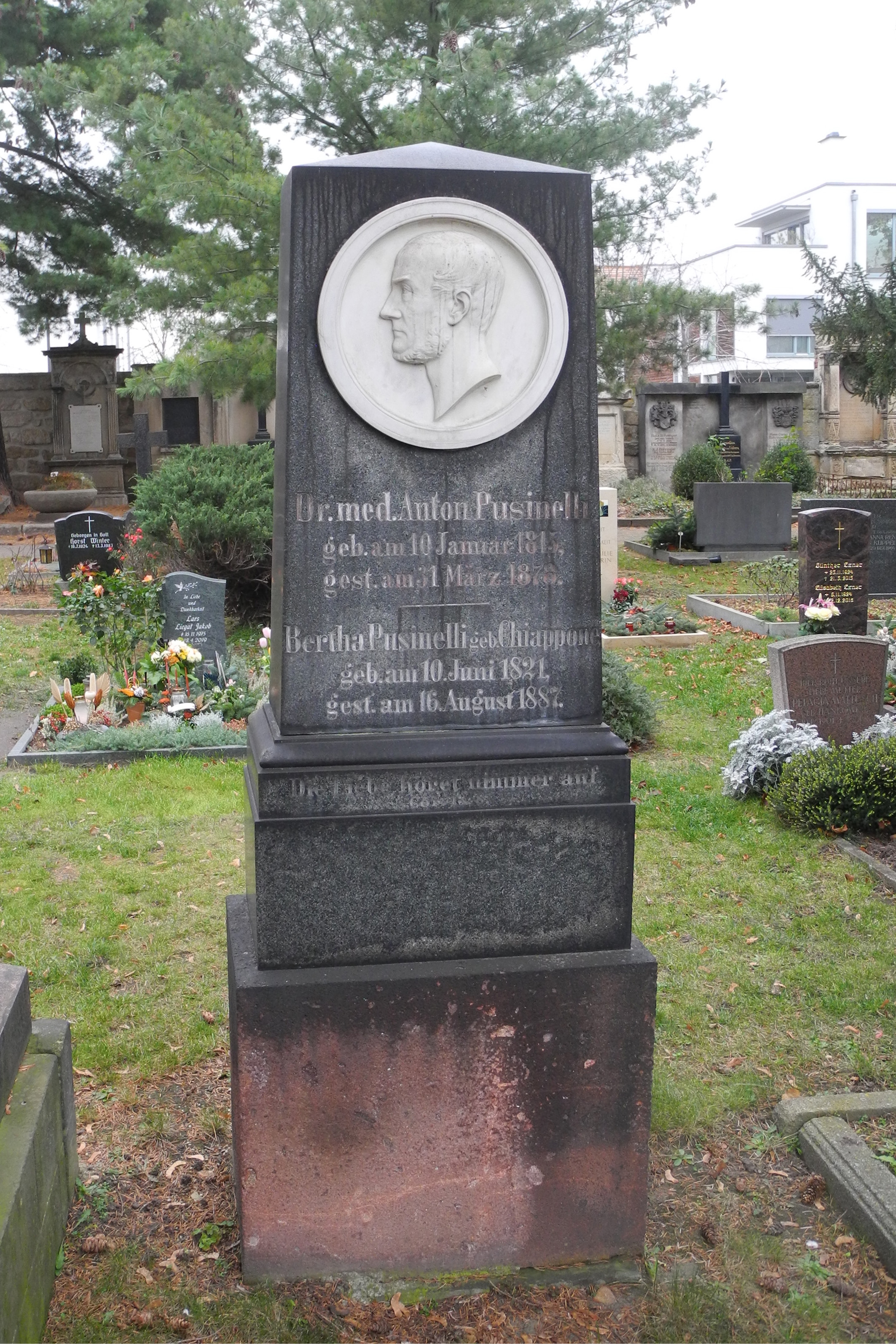
Grabstätte auf dem Alten Katholischen Friedhof in Dresden

Karl Franz Anton Pusinelli, genannt auch Wagner-Toni (* 10. Januar 1815 in Dresden; † 30. März 1878 in Dresden), war ein deutscher Mediziner, Freund und Förderer Richard Wagners.

## Leben und Wirken
Sein aus Nesso am Comer See stammender Vater Antonio Pusinelli lebte seit 1814 als privilegierter Kauf- und Handelsherr in der sächsischen Residenzstadt Dresden. Nach dem Schulbesuch in Dresden studierte er Medizin an der Universität Leipzig, wo er 1838 zum Dr. med. promovierte. 1839 begann seine ärztliche Tätigkeit in Dresden, wo er 1846 Kinderarzt und Mitglied des Direktoriums der Dresdner Heilanstalten wurde. 1867 erfolgte die Verleihung des Titels Königlicher Leibarzt und später auch des Titels Geheimer Hofrat. In seiner Freizeit war Pusinelli unter anderem Mitglied der Dresdner Liedertafel.
Von 1843 bis zu seinem Tod 1878 entwickelte er sich zum treuesten Freund von Richard Wagner und zu dessen finanziellem Beistand. Er starb nach längerem Leiden am 31. März 1878 im Haus Feldgasse 16 I in Dresden und wurde auf dem Alten Katholischen Friedhof in Dresden beigesetzt. Seine Grabstätte blieb bis heute erhalten.

## Familie
Er heiratete 1842 Bertha Chiappone (1821–1887).